# Florence (Nueva York)
Florence es un pueblo ubicado en el condado de Oneida en el estado estadounidense de Nueva York. En el año 2000 tenía una población de 1,086 habitantes y una densidad poblacional de 7.6 personas por km².

## Geografía
Florence se encuentra ubicado en las coordenadas 43°25′11″N 75°44′16″O / 43.41972, -75.73778.

## Demografía
Según la Oficina del Censo en 2000 los ingresos medios por hogar en la localidad eran de $36,250 y los ingresos medios por familia eran $39,000. Los hombres tenían unos ingresos medios de $26,146 frente a los $21,750 para las mujeres. La renta per cápita para la localidad era de $13,571. Alrededor del 9.9% de la población estaban por debajo del umbral de pobreza.